# Канейра, Марку
Ма́рку Анто́ниу Симо́йнш Кане́йра (порт. Marco António Simões Caneira; род. 9 февраля 1979, Синтра) — португальский футболист.

## Биография

### Клубная карьера
Марку Канейра начал свою футбольную карьеру в 1995 году, в молодёжном составе португальского клуба «Спортинг» из Лиссабона. В 1997 году Канейра числился уже в основной команде клуба, проведя один матч Марко был отдан в аренду клубу «Салгейруш». В составе «Салгейруша» молодой защитник провёл всего 3 матча. По окончании аренды Марко был вновь отдан в аренду, на этот раз в клуб «Бейра-Мар». В составе «Бейра-Маре» Канейра получил место в основном составе. В чемпионате Португалии сезона 1998/99 Марко провёл 12 матчей, а его клуб занял 16 место в чемпионате.
Сезон 1999/00 Марко вновь провёл в аренде, на этот раз в клубе «Алверка», в котором Канейра провёл 17 матчей. Вернувшись из аренды в «Спортинг» Канейра был продан итальянскому «Интернационале». В «Интере» Канейра так и не провёл ни одного матча, так как находился постоянно в аренде, с 2000 по 2001 год в итальянской «Реджине», с 2001 по 2002 год в португальской «Бенфике», с 2002 по 2003 год во французском «Бордо». Именно в «Бордо» Канейра больше получал игрового времени, в чемпионате Франции сезона 2002/03 Марко провёл 30 матчей. По окончании аренды, права на Канейру были выкуплены «Бордо» у «Интера».
Став игроком «Бордо» Канейра за сезон провёл 35 матчей, после чего в 2004 году был отдан в аренду испанской «Валенсии». В 2004 году в матче Лиги чемпионов Марко отметился двумя забитыми мячами в ворота «Бордо», в том же году Марко стал обладателем Суперкубка Европы, хотя Марку так и не вышел на поле, так был в запасе. В «Валенсии» Марко сразу закрепился в основном составе, в чемпионате Испании сезона 2004/05 Марко провёл 25 матчей и забил один мяч. После окончания аренды «Валенсия» выкупила у «Бордо» права на Канейру. В сезоне 2005/06 Марку сыграл всего пять матчей. В январе 2006 года Марко был отдан в аренду своему бывшему клубу «Спортингу».
В «Спортинге» Канейра стал неотъемлемой частью обороны португальского клуба. Марко так же отметился голом в матче Лиги чемпионов сезона 2006/07 против итальянского «Интера», который состоялся 12 сентября 2007 года, матч закончился со счётом 1:0.В составе «Спортинга» Марко став обладателем кубка Португалии 2007 года. В августе 2007 года Марко вернулся в «Валенсию», в которой провёл ещё 17 матчей и стал обладателем Кубка Испании. 25 июня 2008 года Канейра подписал четырёхлетний контракт со «Спортингом», сумма трансфера сделки между клубами не разглашалась.

### Карьера в сборной
Свой путь в национальной сборной Португалии Марку начал с выступлений за юношескую сборной Португалии (до 16 лет), с которой Канейра выиграл юношеский Чемпионат Европы 1995 года. Марко так же выступал за молодёжную сборную (до 18 лет), с которой выиграл молодёжный чемпионат Европы 1997 года. С 1998 года Марко провёл несколько матче за молодёжную сборную Португалии до (21 года).
В 2002 году Марку получил вызов из первой сборной для того, чтобы принять участие в товарищеском матче. Канейра попал в список футболистов, которым предстояло участие на чемпионате мира 2002 года, но Канейра так и не сыграл ни одного матча в континентальном первенстве. В 2006 году Канейра так же был в составе сборной Португалии на чемпионате мира 2006 года, на котором его сборная заняла четвёртое место.

## Достижения
- Обладатель Суперкубка Европы: 2004
- Обладатель Кубка Португалии: 2007
- Обладатель Кубка Испании: 2008